# Natação artística no Campeonato Mundial de Esportes Aquáticos de 2022 - Rotina livre equipes
A prova da rotina livre equipes é um dos eventos da natação artística do Campeonato Mundial de Esportes Aquáticos de 2022 foi realizada entre os dias 22 a 24 de junho, em Budapeste, na Hungria.

## Medalhistas
| Ouro | Prata | Bronze |
| China · Chang Hao · Feng Yu · Wang Ciyue · Wang Liuyi · Wang Qianyi · Xiang Binxuan · Xiao Yanning · Zhang Yayi | Ucrânia · Maryna Aleksiiva · Vladyslava Aleksiiva · Olesia Derevianchenko · Marta Fiedina · Veronika Hryshko · Sofiia Matsiievska · Anhelina Ovchynnikova · Valeriya Tyshchenko | Japão · Moka Fujii · Moe Higa · Moeka Kijima · Tomoka Sato · Hikari Suzuki · Akane Yanagisawa · Mashiro Yasunaga · Megumu Yoshida |

## Cronograma
Todos os horários são locais (UTC+2). 
| Data        | Hora  | Evento        |
| ----------- | ----- | ------------- |
| 22 de junho | 10:00 | Eliminatórias |
| 24 de junho | 16:00 | Final         |

## Resultados
| Pos.              | Nacionalidade  | Eliminatória | Eliminatória | Final         | Final         |
| Pos.              | Nacionalidade  | Pontos       | Pos.         | Pontos        | Pos.          |
| ----------------- | -------------- | ------------ | ------------ | ------------- | ------------- |
| Medalha de ouro   | China          | 95.8000      | 1            | 96.7000       | 1             |
| Medalha de prata  | Ucrânia        | 94.3667      | 2            | 95.0000       | 2             |
| Medalha de bronze | Japão          | 92.7667      | 3            | 93.1333       | 3             |
| 4                 | Espanha        | 91.4333      | 4            | 92.0000       | 4             |
| 5                 | Itália         | 91.2667      | 5            | 91.9000       | 5             |
| 6                 | França         | 89.1000      | 6            | 90.2667       | 6             |
| 7                 | México         | 87.5333      | 9            | 88.9667       | 7             |
| 8                 | Grécia         | 88.4000      | 7            | 88.1667       | 8             |
| 9                 | Estados Unidos | 88.3000      | 8            | 87.4667       | 9             |
| 10                | Israel         | 85.0000      | 10           | 85.5667       | 10            |
| 11                | Cazaquistão    | 82.5000      | 11           | 83.1667       | 11            |
| 12                | Reino Unido    | 82.3667      | 12           | 82.8000       | 12            |
| 13                | Suíça          | 81.0333      | 13           | Não avançaram | Não avançaram |
| 14                | Brasil         | 78.8333      | 14           | Não avançaram | Não avançaram |
| 15                | Egito          | 77.4333      | 15           | Não avançaram | Não avançaram |
| 16                | Singapura      | 75.4333      | 16           | Não avançaram | Não avançaram |
| 17                | Eslováquia     | 75.0333      | 17           | Não avançaram | Não avançaram |
| 18                | Turquia        | 69.8667      | 18           | Não avançaram | Não avançaram |
| 19                | Tailândia      | 68.5333      | 19           | Não avançaram | Não avançaram |
| 20                | Nova Zelândia  | 67.6000      | 20           | Não avançaram | Não avançaram |
|                   | Canadá         | DNS          | DNS          | DNS           | DNS           |